# U 128 (U-Boot, 1941)
U 128 war ein deutsches U-Boot vom Typ IX C, das im Zweiten Weltkrieg von der deutschen Kriegsmarine eingesetzt wurde. Auf seinen sechs Feindfahrten versenkte es 12 Schiffe mit 83.639 BRT, wobei 99 Menschen starben. Am 17. Mai 1943 wurde es im Südatlantik von zwei US-amerikanischen Flugbooten schwer beschädigt und selbstversenkt, wobei sieben Besatzungsmitglieder starben und 47 in US-amerikanische Kriegsgefangenschaft gerieten.

## Geschichte
Der Auftrag für das Boot wurde am 7. August 1939 an die AG Weser in Bremen vergeben. Die Kiellegung erfolgte am 10. Juli 1940, der Stapellauf am 20. Februar 1941, die Indienststellung unter Kapitänleutnant Ulrich Heyse fand schließlich am 12. Mai 1941 statt.
Das Boot gehörte nach seiner Indienststellung am 12. Mai 1941 bis zum 30. November 1941 als Ausbildungsboot zur 2. U-Flottille in Wilhelmshaven. Nach der Ausbildung gehörte U 128 vom 1. Dezember 1941 bis zu seiner Versenkung am 17. Mai 1943 zur 2. U-Flottille in Lorient.
U 128 lief während seiner Dienstzeit zu sechs Unternehmungen aus, auf denen zwölf Schiffe mit einer Gesamttonnage von 83.639 BRT versenkt wurden.

## Einsatzstatistik

### Erste Unternehmung
Das Boot lief am 9. Dezember 1941 um 6:00 Uhr von Kiel aus und lief am 10. Dezember 1941 um 20:35 Uhr in Kristiansand ein. Es lief am 11. Dezember 1941 um 5:00 Uhr wieder dort aus, und am 24. Dezember 1941 um 11:30 Uhr in Lorient ein. Auf dieser 16 Tage dauernden und zirka 2.450 sm langen Unternehmung in den Nordatlantik, wurden keine Schiffe versenkt oder beschädigt.

### Zweite Unternehmung
Das Boot lief am 8. Januar 1942 um 10:35 Uhr von Lorient aus und lief am 23. März 1942 um 13:00 Uhr wieder dort ein. Auf dieser 74 Tage dauernden und zirka 9.900 sm langen Unternehmung in die Biscaya, den Azorischen Inseln, den Bermudas, um Florida und dem Nordatlantik, wurden drei Schiffe mit 27.312 BRT versenkt.
- 19. Februar 1942: Versenkung des US-amerikanischen Tankers Pan Massachusetts mit 8.202 BRT. Der Tanker wurde durch zwei Torpedos versenkt. Er hatte 5.200 Barrel Benzin sowie 5.200 t Diesel geladen und befand sich auf dem Weg von Texas City nach New York. Es gab 22 Tote und 18 Überlebende. (Lage)

- 22. Februar 1942: Versenkung des US-amerikanischen Tankers Cities Service Empire mit 8.103 BRT. Der Tanker wurde durch zwei Torpedos versenkt. Er hatte 9.400 Barrel Rohöl geladen und befand sich auf dem Weg von Port Arthur nach Philadelphia. Es gab elf Tote und 29 Überlebende. (Lage)

- 6. März 1942: Versenkung des norwegischen Tankers O.A. Knudsen mit 11.007 BRT. Der Tanker wurde durch vier Torpedos und Artillerie versenkt. Er hatte Motoren- und Maschinenöl geladen und befand sich auf dem Weg von Port Arthur (USA) über Halifax nach Großbritannien. Es gab einen Toten und 39 Überlebende. (Lage)

### Dritte Unternehmung
Das Boot lief am 25. April 1942 um 18:32 Uhr von Lorient aus und lief am 22. Juli 1942 um 15:10 Uhr wieder dort ein. Auf dieser 83 Tage dauernden und zirka 14.400 sm langen Unternehmung in den Westatlantik, der brasilianischen Nordküste und der Karibik, wurden fünf Schiffe mit 35.620 BRT versenkt und ein Schiff mit 5.687 BRT beschädigt. U 128 wurde am 8. Juli 1942 von U 459 mit 12,5 m³ Brennstoff versorgt.
- 13. Mai 1942: Versenkung des britischen Dampfers Denpark mit 3.491 BRT. Der Dampfer wurde durch einen Torpedo versenkt. Er hatte 5.000 t Manganerz geladen und war auf dem Weg von Takoradi über Freetown zum Clyde und Workington. Das Schiff gehörte zum Konvoi SL-109 mit 31 Schiffen. Es gab 21 Tote und 25 Überlebende. (Lage)

- 8. Juni 1942: Versenkung des norwegischen Tankers South Africa mit 9.234 BRT. Der Tanker wurde durch zwei Torpedos versenkt. Er hatte 4.146 t Diesel und 9.614 t Destillat geladen und befand sich auf dem Weg von Curaçao nach Freetown (Sierra Leone). Es gab sechs Tote und 36 Überlebende. (Lage)

- 21. Juni 1942: Versenkung des US-amerikanischen Dampfers West Ira mit 5.681 BRT. Der Dampfer wurde durch einen Torpedo versenkt. Er hatte 6.418 t Stückgut geladen und befand sich auf dem Weg von New York und Kapstadt nach Banda Shapur (Iran). Es gab einen Toten und 48 Überlebende. Das Schiff war bewaffnet mit 1 × 4-Inch-Kanone (10,2 cm), 4 × MK 20 mm, 2 × MG cal .30 (7,62 mm). (Lage)

- 23. Juni 1942: Versenkung des norwegischen Tankers Andrea Brövig mit 10.173 BRT. Der Tanker wurde durch vier Torpedos versenkt. Er hatte 14.000 t Heizöl geladen und befand sich auf dem Weg von Trinidad nach Freetown (Sierra Leone). Es gab keine Verluste, 38 Überlebende. (Lage)

- 27. Juni 1942: Versenkung des US-amerikanischen Dampfers Polybius mit 7.041 BRT. Der Dampfer wurde durch zwei Torpedos versenkt. Er hatte 7.671 t Manganerz und Stückgut geladen und befand sich auf dem Weg von Bombay über Kapstadt (Südafrika) und Trinidad nach Norfolk. Es gab zehn Tote und 34 Überlebende. (Lage)

- 28. Juni 1942: Beschädigung des US-amerikanischen Dampfers Steel Engineer mit 5.687 BRT. Der Dampfer wurde durch einen Torpedo beschädigt.

### Vierte Unternehmung
Das Boot lief am 2. September 1942 um 19:02 Uhr von Lorient aus und lief am 10. September 1942 um 19:30 Uhr wieder dort ein. Auf dieser acht Tage dauernden und zirka 950 sm langen Unternehmung in die Biscaya, zur Erprobung eines neuen Luft-Ortungsgerätes, wurden keine Schiffe versenkt oder beschädigt.

### Fünfte Unternehmung
Das Boot lief am 14. September 1942 um 18:18 Uhr von Lorient aus und lief am 15. Januar 1943 um 11:00 Uhr wieder dort ein. Auf dieser 143 Tage dauernden und zirka 18.400 sm langen Unternehmung in den Mittelatlantik, vor Freetown, sowie der brasilianischen Küste, wurden vier Schiffe mit 20.707 BRT versenkt. U 128 wurde am 10. November 1942 von U 462 mit 80 m³ Brennstoff, und am 10. Dezember 1942 von U 461 mit 60 m³ Brennstoff versorgt.
- 8. November 1942: Versenkung des norwegischen Motorschiffes Maloja mit 6.400 BRT. Das Schiff wurde durch zwei Torpedos und Artillerie versenkt. Es hatte 1.020 t Kohle und 87 Flugzeuge geladen und befand sich auf dem Weg von Ellemere Port nach Takoradi. Es gab zwei Tote und 39 Überlebende. (Lage)

- 10. November 1942: Versenkung des britischen Tankers Cerinthus mit 3.878 BRT. Der Tanker wurde durch zwei Torpedos und Artillerie versenkt. Er fuhr in Ballast und war auf dem Weg von London und Oban nach Freetown (Sierra Leone). Es gab 20 Tote und 20 Überlebende. (Lage)

- 10. November 1942: Versenkung des britischen Dampfers Start Point mit 5.293 BRT. Der Dampfer wurde durch zwei Torpedos versenkt. Er hatte 6.280 t Kohle geladen und befand sich auf dem Weg von Barry Dock und Milford Haven nach Freetown (Sierra Leone). Es gab zwei Tote und 45 Überlebende. Konvoi ON-141. (Lage)

- 5. Dezember 1942: Versenkung des britischen Motorschiffes Teesbank mit 5.136 BRT. Das Schiff wurde durch drei Torpedos versenkt. Es fuhr in Ballast und war auf dem Weg von Port Said und Port Elizabeth nach Demerara. Es gab einen Toten und 61 Überlebende. (Lage)

### Sechste Unternehmung
Das Boot lief am 6. April 1943 von Lorient aus und wurde am 17. Mai 1943 versenkt. Auf dieser 41 Tage dauernden Unternehmung in den Südatlantik, Brasilien, südlich von Pernambuco und Recife, wurden keine Schiffe versenkt oder beschädigt.

## Versenkung
Das Boot wurde am 17. Mai 1943 im Südatlantik südlich von Pernambuco durch die beiden Mariner-Flugboote PBM 74-P5 und PBM-74-P6 der US-Navy-Squadron VP-74 durch Huff-Duff eingepeilt und mit Wasserbomben zum Auftauchen gezwungen. Die herbeigerufenen US-Zerstörer USS Jouett und USS Moffet beschossen das Boot mit Artillerie, doch war bereits die Selbstversenkung eingeleitet worden. 51 Mann der 54-köpfigen Besatzung wurden von der Moffet an Bord genommen, doch starben von diesen vier kurz darauf an ihren Verwundungen, der leitende Ingenieur Oberleutnant Gustav Stutz an den Folgen einer Vergiftung mit Chlorgas aus den U-Boot-Batterien. Bei anderen wurden Schusswunden und ein Haibiss an Bord der Moffet erfolgreich behandelt. So gab es unter der U-Boot-Besatzung insgesamt sieben Tote, darunter drei Offiziere, und 47 Überlebende, unter diesen der Kommandant Hermann Steinert, der erste Wachoffizier Siegfried Sterzing und zwei weitere Offiziere, die von der Moffet am 18. Mai 1943 in Recife als Kriegsgefangene an Land gebracht wurden. Von diesen wurden Steinert, Sterzing und elf weitere umgehend zum Verhör in die USA geflogen.
Die Position war 10° 0′ S, 35° 35′ W im Marine-Planquadrat FJ 6486.